# Чемпіонат Катару з футболу 2013—2014
Чемпіонат Катару з футболу 2013–2014, також відомий як Ліга Зірок Катару - 41 сезон вищого дивізіону Катару з футболу. Сезон розпочався 1 вересня 2013 року та завершився 11 квітня 2014 року. Ас-Садд був чемпіоном минулого сезону. Лехвія виграла свій третій чемпіонський титул, набравши 53 очки.

## Розширення ліги
Наприкінці минулого сезону було оголошено, що в сезоні 2013–14 братиме участь 14 команд. Збільшення кількості команд означає, що Ас-Сайлія, яка посіла останню сходинку ліги, уникне пониження. Тим часом Аль-Муайдар, який програв Аль-Арабі в плей-оф, підніметься в класі. Другий дивізіон і молодіжна лігаоб'єднаються, щоб створити сильнішу другу лігу. 6 жовтня 2013 року було оголошено, що другий дивізіон буде відомий як QatarGas League через спонсорські причини.

## Команди
| Клуб         | Місто      | Стадіон            | Місткість |
| ------------ | ---------- | ------------------ | --------- |
| Аль-Аглі     | Доха       | Хамад бін Халіфа   | 20,000    |
| Аль-Арабі    | Доха       | Гранд Хамад        | 13,000    |
| Аль-Гарафа   | Ер-Раян    | Тані бін Джассім   | 22,000    |
| Аль-Харітіят | Ер-Раян    | Ель-Хаур           | 13,000    |
| Аль-Муайдар  | Доха       | Халіфа             | 50,000    |
| Аль-Хор      | Ель-Хаур   | Ель-Хаур           | 13,000    |
| Ер-Раян      | Ер-Раян    | Ахмед бін Алі      | 22,000    |
| Ас-Садд      | Доха       | Яссім бін Хамад    | 10,000    |
| Ас-Сайлія    | Доха       | Ахмед бін Алі 1    | 22,000    |
| Аль-Вакра    | Ель-Джануб | Ель-Джануб         | 12,000    |
| Аль-Джаїш    | Доха       | Сухаїм бін Хамад   | 13,000    |
| Лехвія       | Доха       | Абдулла бін Халіфа | 10,000    |
| Катар СК     | Доха       | Сухаїм бін Хамад   | 12,000    |
| Умм-Салаль   | Умм-Салаль | Гранд Хамад        | 13,000    |

1 Ас-Сайлія не має власного стадіону, тому вони грають на одному стадіоні з клубом Ер-Раян.

### Керівники клубів
| Клуб         | Тренер                 | Капітан | Виробник форми | Спонсор |
| ------------ | ---------------------- | ------- | -------------- | ------- |
| Аль-Аглі     | Мілан Мачала           |         |                |         |
| Аль-Арабі    | Пауло Сезар Карпеджані |         |                |         |
| Аль-Гарафа   | Дієго Агірре           |         |                |         |
| Аль-Харітіят | Бертран Маршан         |         |                |         |
| Аль-Хор      | Ласло Белені           |         |                |         |
| Аль-Муайдар  | Ладілас Лосано         |         |                |         |
| Ер-Раян      | Маноло Хіменес         |         |                |         |
| Ас-Садд      | Хуссейн Амотта         |         |                |         |
| Ас-Сайлія    | Самі Трабелсі          |         |                |         |
| Аль-Вакра    | Аднан Діржал           |         |                |         |
| Аль-Джаїш    | Набіль Маалул          |         |                |         |
| Лехвія       | Ерік Геретс            |         |                |         |
| Катар СК     | Себастьян Лазароні     |         |                |         |
| Умм-Салаль   | Бюлент Уйгун           |         |                |         |

### Тренерські зміни
| Клуб         | Тренер, що пішов   | Причина               | Дата звільнення | Тренер, що прийшов     | Дата приходу     |
| ------------ | ------------------ | --------------------- | --------------- | ---------------------- | ---------------- |
| Аль-Харітіят | Бернар Сімонді     | Не подовжено контракт | 23 травня 2013  | Бертран Маршан         | 26 травня 2013   |
| Ас-Сайлія    | Абдуллах Мубарак   | Перепідписаний        | 8 червня 2013   | Самі Трабелсі          | 8 червня 2013    |
| Аль-Арабі    | Абдельазіз Беннідж | Не подовжено контракт | 8 червня 2013   | Улі Штіліке            | 8 червня 2013    |
| Аль-Вакра    | Мехмед Баждаревич  | Не подовжено контракт | 20 червня 2013  | Аднан Діржаль          | 20 червня 2013   |
| Умм-Салаль   | Ален Перрен        | Звільнений            | 30 вересня 2013 | Жерар Жилі             | 30 вересня 2013  |
| Ер-Раян      | Дієго Агірре       | Звільнений            | 30 жовтня 2013  | Маноло Хіменес         | 6 листопада 2013 |
| Умм-Салаль   | Жерар Жилі         | Звільнений            | 14 грудня 2013  | Бюлент Уйгун           | 14 грудня 2013   |
| Аль-Джаїш    | Разван Луческу     | Звільнений            | 16 січня 2014   | Набіль Маалул          | 21 січня 2014    |
| Аль-Арабі    | Улі Штіліке        | Звільнений            | 28 січня 2014   | Пауло Сезар Карпеджані | 18 лютого 2014   |
| Аль-Гарафа   | Зіку               | Взаємна згода         | 29 січня 2014   | Дієго Агірре           | 6 лютого 2014    |
| Аль-Вакра    | Аднан Діржаль      | Перепідписаний        | 12 March 2014   | Магер Канзарі          | 1 червня 2014    |

### Іноземні гравці
Кількість іноземних гравців обмежена семи (включно з азійським гравцем) на команду, не більше п’яти на полі під час матчів.
| Клуб         | Гравець 1              | Гравець 2                 | Гравець 3      | Гравець 4         | Гравець 5         | Гравець 6        | Азійський гравець   |
| ------------ | ---------------------- | ------------------------- | -------------- | ----------------- | ----------------- | ---------------- | ------------------- |
| Аль-Аглі     | Абдулла Омар           | Діоко Калуїтука           | Пато Кабангу   | Джон Бенсон       | Ро-Ро             | Семіх Аксой      | Можтаба Жаббарі     |
| Аль-Арабі    | Карім Зіяні            | Сантос Вандерлей          | Бруно Ранжел   | Тамер Жамал       | Мохаммед Муддатер |                  | Орещеш Жуниор Алвеш |
| Аль-Гарафа   | Лісандро Лопес         | Андерсон Луїз де Карвалью | Лассіна Діабі  | Юсеф Рамадан      | Ніколас Федор     |                  | Марк Брешіано       |
| Аль-Харітіят | Джейсі Джон Оквунванне | Донінгус                  | Яхья Кебе      | Вівьєн Асьє       | Юссеф Каддіой     | Мохаммед Салам   | Наїф Аль Енезі      |
| Аль-Хор      | Жуліо Сезар            | Вільям                    | Медсон         | Салам Шекер       | Папа Джибріл      | Фаррі Агрі       | Алі Хасан Камал     |
| Аль-Муайдар  | Джасмані Кампос        | Джонсон Кендрік           | Родріго        | Сахілу Ндіайє     |                   |                  |                     |
| Ер-Раян      | Лучо Гонсалес          | Натан Отавіо              | Бабу Сідікі    | Якубу Аєгбені     | Калу Уче          |                  |                     |
| Ас-Садд      | Надір Бельхадж         | Родріго Табата            | Хамза Санхаджі | Рауль Гонсалес    |                   |                  | Лі Джон Су          |
| Ас-Сайлія    | Марсело Таварес        | Марсело Камачо            | Мумуні Дагано  | Ів Діба Ілунга    | Грегорі Гоміс     | Омар Ібрагім     | Фаузі Ааіш          |
| Аль-Вакра    | Себастьян Саес         | Мішел Соуза               | Пейман Хубіарі | Муханнад Дарджал  | Саїд Бутахар      | Хасан Ідріс Діко | Алі Рехема          |
| Аль-Джаїш    | Нілмар                 | Андерсон Мартінс          | Вагнер Рібейро | Іванілдо Родрігес | Жирес Кембо Екоко | Мохаммед Метнані | Го Сеул-кі          |
| Лехвія       | Маджид Буґерра         | Тресор Кангамбу           | Аміне Лекомте  | Владімір Вайсс    | Юссеф Мсакні      |                  | Нам Тхе Хі          |
| Катар СК     | Дуглас Феррейра        | Адріано                   | Marcinho       | Мустафа Мідо      | Хан Гуг Йон       |                  |                     |
| Умм-Салаль   | Каборе                 | Віктор Сімойнс            | Халід Жаберті  | Джавад Аханнах    | Отман Ель Ассас   | Рашид Мохаммед   | Пежман Монтазері    |

## Таблиця
| Поз | Команда         | І  | В  | Н  | П  | ГЗ | ГП | РГ  | О  | Кваліфікація або пониження                                                          |
| --- | --------------- | -- | -- | -- | -- | -- | -- | --- | -- | ----------------------------------------------------------------------------------- |
| 1   | Лехвія (C)      | 26 | 16 | 5  | 5  | 55 | 30 | +25 | 53 | Ліга чемпіонів АФК 2015                                                             |
| 2   | Аль-Джаїш       | 26 | 14 | 6  | 6  | 39 | 27 | +12 | 48 | Ліга чемпіонів АФК 2015                                                             |
| 3   | Ас-Садд         | 26 | 13 | 8  | 5  | 54 | 30 | +24 | 47 | Ліга чемпіонів АФК 2015                                                             |
| 4   | Ас-Сайлія       | 26 | 11 | 9  | 6  | 45 | 37 | +8  | 42 |                                                                                     |
| 5   | Аль-Арабі       | 26 | 11 | 6  | 9  | 41 | 41 | 0   | 39 | Груповий етап кубку чемпіонів Перської затоки 2015                                  |
| 6   | Аль-Аглі        | 26 | 9  | 7  | 10 | 48 | 50 | −2  | 34 |                                                                                     |
| 7   | Умм-Салаль      | 26 | 9  | 7  | 10 | 34 | 36 | −2  | 34 |                                                                                     |
| 8   | Аль-Вакра       | 26 | 8  | 8  | 10 | 41 | 40 | +1  | 32 |                                                                                     |
| 9   | Аль-Гарафа      | 26 | 8  | 8  | 10 | 40 | 41 | −1  | 32 |                                                                                     |
| 10  | Катар СК        | 26 | 8  | 7  | 11 | 34 | 40 | −6  | 31 |                                                                                     |
| 11  | Аль-Хор         | 26 | 5  | 15 | 6  | 29 | 30 | −1  | 30 |                                                                                     |
| 12  | Аль-Харітіят    | 26 | 7  | 8  | 11 | 31 | 34 | −3  | 29 |                                                                                     |
| 13  | Ер-Раян (R)     | 26 | 7  | 8  | 11 | 34 | 40 | −6  | 29 | Виліт до Другої ліги Катару 2014-2015 Груповий етап кубку чемпіонів Перської затоки |
| 14  | Аль-Муайдар (R) | 26 | 4  | 2  | 20 | 28 | 69 | −41 | 14 | Виліт до Другої ліги Катару 2014-2015                                               |